# Heilige Drei Könige (Bergisch Neukirchen)

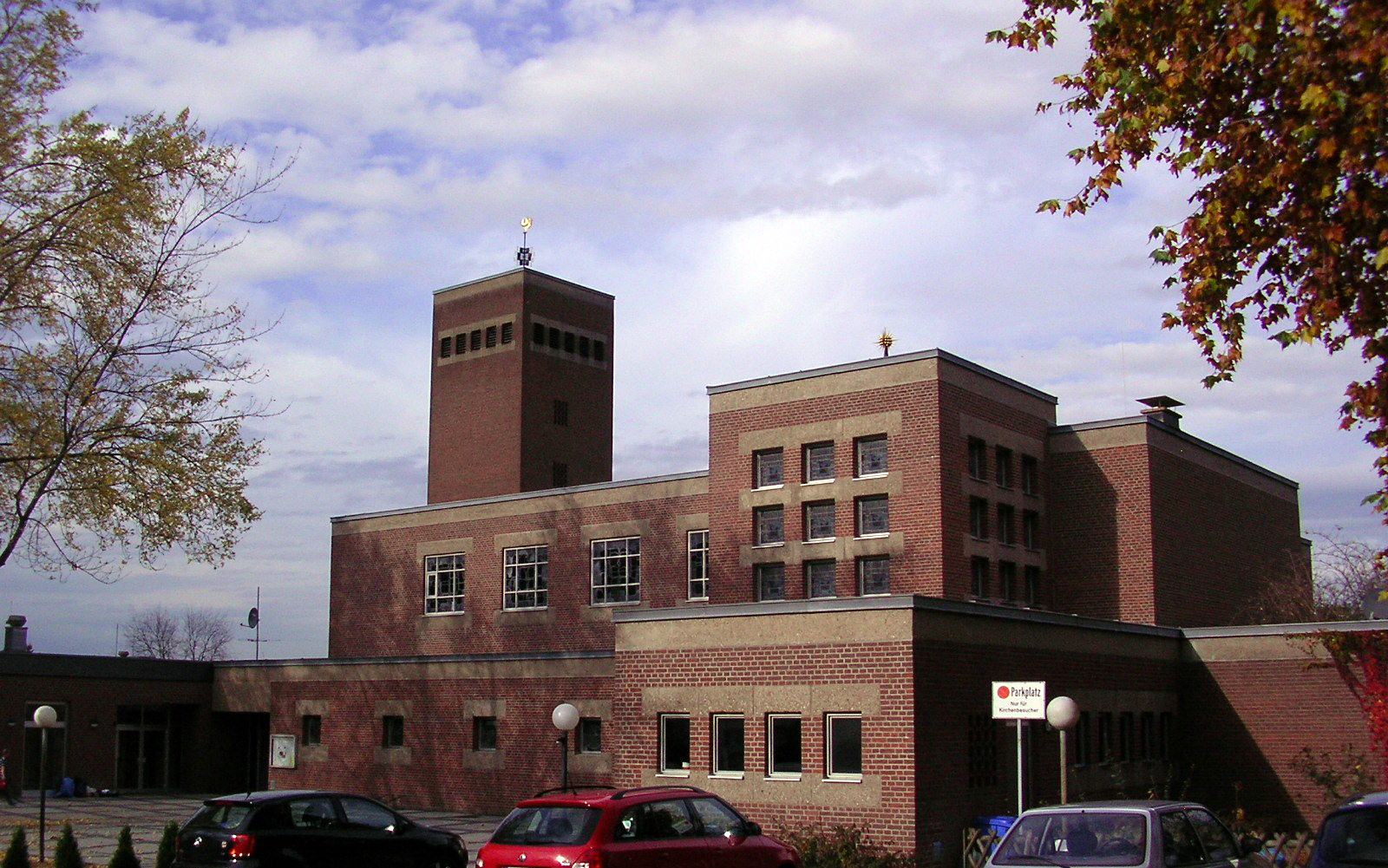
Heilige Drei Könige (Bergisch Neukirchen), 2011

Die Kirche Hl. Drei Könige ist ein katholisches Gotteshaus im Leverkusener Stadtteil Bergisch Neukirchen. Sie war bis 2009 Sitz der gleichnamigen Pfarrgemeinde.

## Geschichte
Der Spatenstich fand am 24. Juli 1968, die Grundsteinlegung am 20. April 1969 statt. Die Entwürfe für das Gebäude stammen von dem Diözesanbaurat Erich Valder. Die Kirchweihe war am 6. Juni 1971. Am 15. Mai 1973 wurde Hl. Drei Könige zur kanonischen Pfarrei erhoben.
Seit dem 1. Januar 2010 ist Hl. Drei Könige als Filialkirche Teil der neuen Gemeinde St. Remigius. Ab dem 1. September 2022 bildet die Pfarrei St. Remigius mit der Pfarrei St. Maurinus und Marien den Sendungsraum St. Maurinus und Marien und St. Remigius mit gemeinsamem Seelsorgerteam und insgesamt sieben Kirchorten.

## Bau und Ausstattung
Die dreischiffige Basilika aus Backstein mit Säulen und Architraven aus Sichtbeton ist 31 Meter lang und 13 Meter im Mittelschiff bzw. 25 Meter insgesamt breit. Nach klassischer Basilikabauweise ist das Mittelschiff mit 10 Meter doppelt so hoch wie die Seitenschiffe. Trotz der traditionellen Stilelemente der Basilika ist die Kirche mit ihren kubischen Formen ein eindeutig moderner Kirchbau.
Die Fenster stammen von dem Leverkusener Künstler Paul Weigmann.

## Glocken
Im Kirchturm hängen fünf Glocken aus Bronze, die 1980 von Florence Elvira Elise Hüesker in der Gießerei Petit & Gebr. Edelbrock, Gescher gegossen worden waren.
| Glocke | Name                           | Durchmesser | 0Masse0 | Schlagton (HT-1/16) |
| ------ | ------------------------------ | ----------- | ------- | ------------------- |
| 1      | Hl. Drei Könige-Glocke         | 901 mm      | 471 kg  | a1 +2               |
| 2      | Christus-Glocke                | 746 mm      | 269 kg  | c2 +4               |
| 3      | Engelbert- und Heinrich-Glocke | 672 mm      | 208 kg  | d2 +2               |
| 4      |                                | 595 mm      | 146 kg  | e2 +2               |
| 5      |                                | 552 mm      | 125 kg  | f2 +4               |